# Claytonia
Claytonia L., 1753 è un genere di piante angiosperme dicotiledoni appartenente alla famiglia delle Montiacee.

## Tassonomia
La classificazione tradizionale (Sistema Cronquist, 1981) assegnava il genere alla famiglia delle Portulacaceae mentre la classificazione APG IV (2016) lo colloca tra le Montiacee.
Comprende le seguenti specie:
- Claytonia acutifolia Pall. ex Schult.
- Claytonia arctica Adam
- Claytonia arenicola L.F.Hend.
- Claytonia arkansana Yatsk., R.Evans & Witsell
- Claytonia caroliniana Michx.
- Claytonia cordifolia S.Watson
- Claytonia crawfordii Stoughton
- Claytonia exigua Torr. & A.Gray
- Claytonia gypsophiloides Fisch. & C.A.Mey.
- Claytonia joanneana Schult.
- Claytonia lanceolata Pursh
- Claytonia megarhiza (A.Gray) Parry ex S.Watson
- Claytonia multiscapa Rydb.
- Claytonia nevadensis S.Watson
- Claytonia obovata Rydb.
- Claytonia ogilviensis McNeill
- Claytonia palustris Swanson & Kelley
- Claytonia panamintensis Stoughton
- Claytonia parviflora Douglas ex Hook.
- Claytonia peirsonii (Munz & I.M.Johnst.) Stoughton
- Claytonia perfoliata Donn ex Willd.
- Claytonia rosea Rydb.
- Claytonia rubra (Howell) Tidestr.
- Claytonia sarmentosa C.A.Mey.
- Claytonia saxosa Brandegee
- Claytonia scammaniana Hultén
- Claytonia serpenticola Stoughton
- Claytonia sibirica L.
- Claytonia tuberosa Pall. ex Schult.
- Claytonia udokanica Zuev
- Claytonia umbellata S.Watson
- Claytonia virginica L.
- Claytonia washingtoniana (Suksd.) Suksd.